# Провод под током
«Провод под током» (англ. Live Wire) — американский кинофильм 1992 года режиссёра Кристиана Дюгея.

## Сюжет
ФБР проводит расследование смерти сенатора при взрыве. Агент Дэнни О'Нейлл, ведущий дело, недавно расстался с женой и потому весьма рассеян. Расследование не может определить характер взрыва и даже то, что использовалось в качестве взрывателя. Наконец становится ясно, что террористы разработали некую «бесцветную» жидкость, взрывающуюся внутри человеческого тела…

## В ролях
- Пирс Броснан — Дэнни О’Нейлл
- Бен Кросс — Михаил Рашид
- Лиза Айлбахер — Терри О’Нейлл
- Рон Сильвер — Фрэнк Треверес
- Тони Плана — Эл-рэд
- Аль Ваксман — Джеймс Гарви
- Брент Дженнингс — Шейн Роджерс
- Филип Бейкер Холл — сенатор Тайм
- Майкл Сент-Джерард — Бен
- Клемент фон Франкенштейн — доктор Бернар
- Ленка Питерсон — Гвен

## История проката

### Даты премьер
Даты приведены в соответствии с данными IMDb.
- США — 3 сентября 1992 года
- Германия — 24 сентября 1992 года
- Республика Корея — 20 марта 1993 года
- Франция — 23 февраля 1994 года
- Венгрия — 15 июня 1995 года
- Испания — 12 июля 1995 года